# توم كلانسيز نت فورس
```
 لمعلومات عن العرض التلفيزيوني عام 1999، ابحث نت فورس(NetForce).
```

توم كلانسيز نت فورس هي سلسلة روايات، ألفها توم كلانسي و ستيف بيكزينيك وكتبها في الاصل ستيف بيري (مؤلف).السلسلة الاصلية توقف عن النشر منذ 2006. توجد نسخة ثانوية كتب للبالغين تسمى نت فورس اكسبلوررز(Net Force Explorers).عادوا للعمل على السلسلة في عام 2019 برواية دارك ويب بواسطة جيرومي برايزلر.

## بشكل عام
توم كلانسيز نت فورس تستهدف جمهور البالغين، بينما السلسلة الثانوية نت فورس اكسبلوررز(Net Force Explorers) (التي تتابع مغامرات مراهق مساعد من نت فورس في عام 2025)تستهدف سوق المراهقين الأكبر سنا.
مفهوم الاولي لنت فورس تمت الإشارة اليه في الرواية الثالثة أو-ب سنتر(Op-Center) و جيمز اوف ستيت(Games of State)؛ أن نت فورس انشئت من قبل نفس الرجلين الذين قاما بانشاء السلسلة أو-ب سنتر، يمكن الافتراض ان انهما يحدثان في نفس الكون. ومع ذلك، لم يتم حتى الآن رسم اتصال مباشر بين الاثنين.

## الشخصيات الرئيسية
الشخصيات موجودة في معظم أو كل الكتب
| الاسم                  | وصف |
| ---------------------- | --- |
| القائد اليكس مايكلز    | تمت ترقيته إلى المركز الأول في نت فورس في الكتاب الأول، واستقال في شينجنج اوف ذا جارد "Changing of the Guard" ، الذي يؤديه سكوت باكولا في فيلم نت فورس(NetForce) |
| توني فيوريلا / مايكلز  | حصل على منصب تحت قيادة اليكس مايكلز وتزوجه في النهاية من دور جوانا جوينج في فيلم نت فورس(NetForce)                                                               |
| جاي جريدلي             | المبرمج الرئيسي في نت فورس غالبا يحقق الاختراقات الاساس دور الذي لعبه بول هيويت في فيلم نت فورس(NetForce)                                                        |
| الجنرال جون هوارد      | قائد الذراع العسكرية لنت فورس، يخطط وينفذ عمليات الاستخراج أو التوغل التي قام بها ستيرلينج ماسر. في فيلم نت فورس (NetForce)                                      |
| الملازم خوليو فرنانديز | صديق جون هوارد، أيضًا في الوحدة العسكرية التابعة لنت فورس |
| القائد توماس ثورن      | تولى الصدارة في نت فورس بعد استقالة اليكس مايكلز في فيلم شينجنج اوف ذا جارد (Changing of the Guard).                                                             |
| الجنرال ابراهام كينت   | ضابط مشاة البحرية، أخذ مكان الجنرال هوارد كقائد للذراع العسكري لنت فورس في فيلم شينجنج اوف ذا جارد (Changing of the Guard).                                      |

## الروابط الخارجية
https://en.wikipedia.org/wiki/Tom_Clancy%27s_Net_Force